# サンベルタン年代記
サンベルタン年代記（サンベルタンねんだいき、フランス語:Annales de Saint-Bertin）は、カロリング朝フランク王国の830年から882年までについて記された年代記である。発見場所の聖ベルタン（St. Bertin）修道院から名をとってサンベルタン年代記と名付けられた。フランク王国の741年から829年までを扱った『フランク王国年代記』に続き、830年から882年までを扱っている。
19世紀に編纂が始められたドイツ中世史の資料集『モヌメンタ・ゲルマニアエ・ヒストリカ』に原写本が収められているが、後のモヌメンタ・ゲルマニアエ・ヒストリカのフランス語版にも写本が収められていることから、このフランス語版を新たに発見された写本のひとつとみなすこともある。サンベルタン年代記は、9世紀フランク王国に関する主要な史料のひとつであり、特にシャルル2世の西フランク王国について詳述している。なお対応する東フランク王国の年代記としては『フルダ年代記』が挙げられる。

## 著者と写本
サンベルタン年代記を初めに執筆したのはフランク王ルートヴィヒ1世の宮廷書記官であると考えられている。840年代頃からは宮廷を離れ、トロワ司教プルデンティウスによって執筆されるようになり（843年から861年まで）、プルデンティウス没後の861年から882年まではランス大司教ヒンクマールによって執筆された。原本は失われており、写本も後代の編集作業において細部が変更された可能性がある。

## 情報源
年代記の記述内容は、ほとんどが執筆者が直接得た情報であり、ローマ教皇の書簡や教会会議録の抜粋なども含まれる。

## 内容
この年代記の特徴としては、デンマークやスカンディナヴィアから来たヴァイキング集団による襲撃についてほぼ毎年記録していることがあげられる。9世紀、ヴァイキングの集団はセーヌ川、ロワール川、ライン川といった河川を上って略奪を繰り返し町を荒廃させ、カロリング朝を悩ませた。
ヴァイキングの襲撃は、巨万の富を蓄積していた王国の中心部に集中した。こうしたヴァイキングについて情報を書き残したのはプルデンティウスやヒンクマールのような聖職者であったが、聖職者たちはヴァイキングの襲撃の標的であり、また王が同意した場合にはヴァイキングに対して金銭を支払うこともあったので、襲撃については実際よりもかなり誇張して記述したとする歴史家もいる。841年以降では、ヴァイキングの活動についての記載がないのは874年と875年であるが、これについては、カロリング朝に対するヴァイキングの襲撃が無かった訳ではなく、ヴァイキングの軍事的脅威がしつこく続きながらも小規模なものになったに過ぎないとする研究者が多い。
サンベルタン年代記が他の年代記と比べて注目に値する点として、みずからを「Rhos」と呼ぶヴァイキング（ヴァリャーグ）の一団について記載していることが挙げられる。このRhos（ロース、ロス）とはつまりルーシ族または初期のルーシ人のことである。年代記によると、このヴァイキング（ロス）達は838年にコンスタンティノープルを訪れ、その後ステップを通って帰国してマジャル人に襲われることを恐れたので、ドイツ経由で帰国することを望み、ビザンティンの使節団に加わってフランク王国を訪れ王に領内通過の許可を得ることを望んだという。マインツ近郊のインゲルハイムの王宮でフランク王ルートヴィヒ1世（ルイ敬虔王）に面会したロス達は、王の質問に答えて、彼らの首領はchacanusと呼ばれており、ロス族はロシアの北部に住んでいるが、先祖の出身地はスウェーデンである、と述べた。この、ヴァイキング（ロス）がビザンティン使節団と共にルイ敬虔王を訪問した出来事と、『アマストリスの聖ゲオルギウスの生涯』に記されたルーシのパフラゴニア遠征のような、ビザンティン帝国における同時代の出来事とを関連付けようと試みる研究者もいる。
882年、年老いたヒンクマールは、ヴァイキングの襲撃から逃れるためランスの聖堂を離れたが、間もなく避難先のエペルネーで死去した。代わって書き継ぐ者もいなかったため、サンベルタン年代記の執筆は882年を最後に途絶えた。
サンベルタン年代記は、以下の年代記と共に、9世紀後半の5大年代記のひとつに数えられる。
- 『フルダ年代記』（838年-901年）
- 『聖ヴァーストの年代記（英語版）』（874年-900年）
- 『ザンテンの修道院年代記（英語版）』（832年-874年）
- 『プリュムのレギーノ（英語版）による年代記』（870年-906年）